# الدین سنتر (نیویورک)
الدین سنتر، نیو یورک (به انگلیسی: Alden Center, New York) یک منطقهٔ مسکونی در ایالات متحده آمریکا است که در ایالت نیویورک واقع شده‌است.

## خصوصیات
الدین سنتر ۲۵۲٫۰۷ متر بالاتر از سطح دریا واقع شده‌است.